# Aphodius ictericus
Aphodius ictericus là một loài bọ cánh cứng trong họ Bọ hung (Scarabaeidae).